# Teatri di Catania
Il seguente è un elenco dei teatri della città di Catania:
Principali teatri:

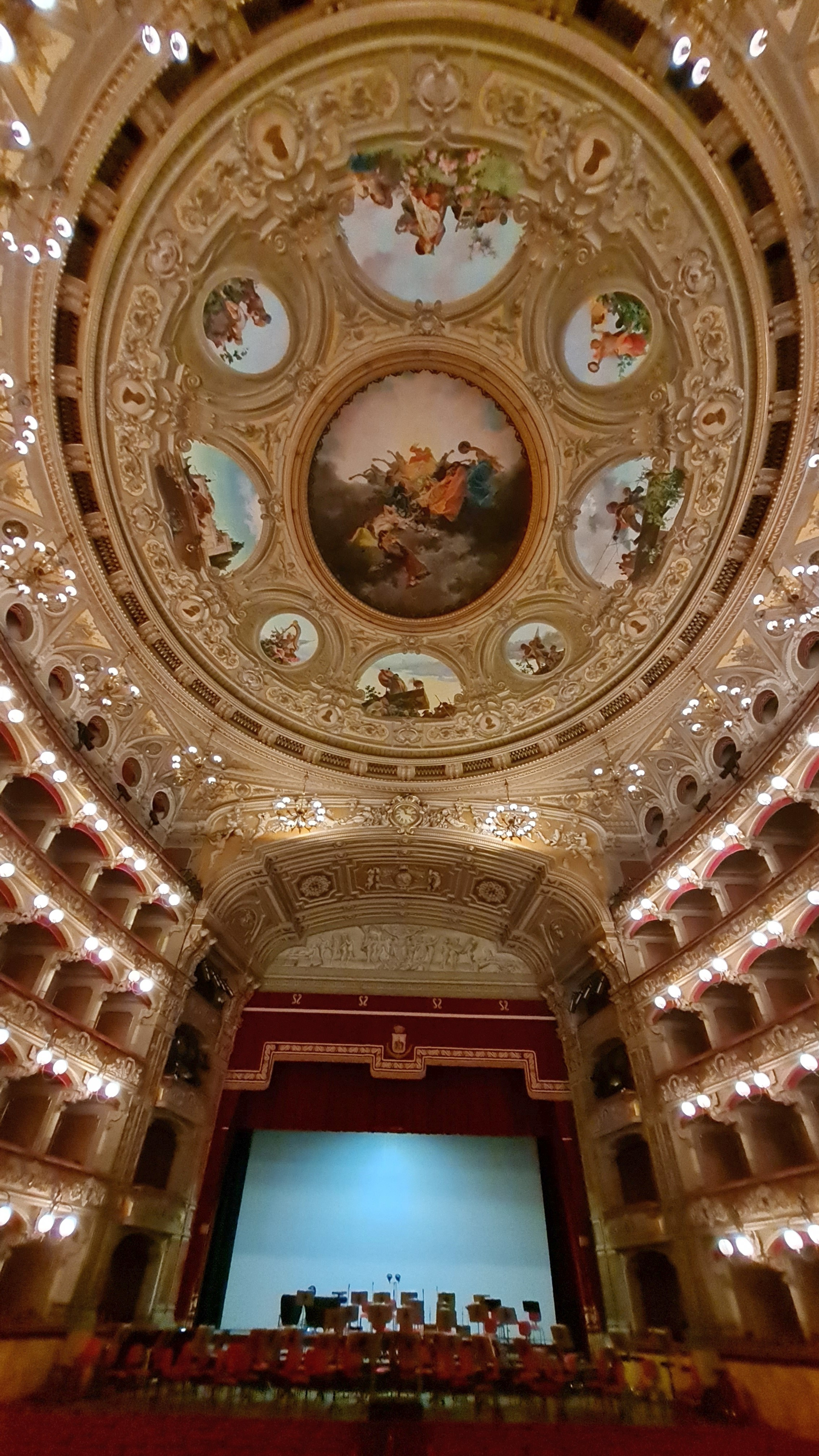
Il Teatro Massimo "Vincenzo Bellini"

- Teatro Massimo Bellini, il principale della città e uno dei teatri più famosi in Italia; sito in Piazza Vincenzo Bellini, dove si svolge la stagione d'opera;

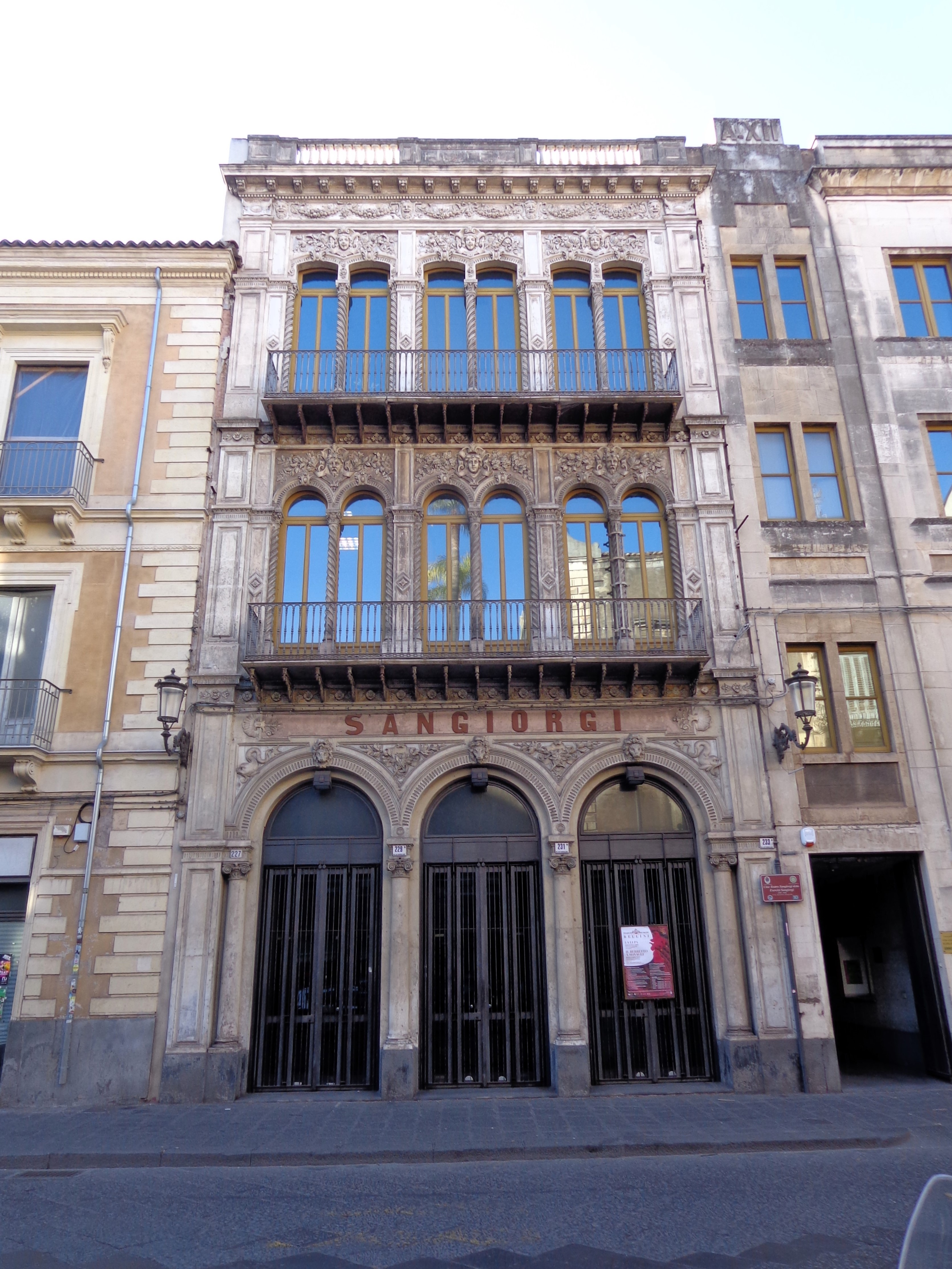
Il Teatro Sangiorgi di Via Sangiuliano

- Il Teatro Sangiorgi di Via SangiulianoTeatro Sangiorgi, sito in via A. di San Giuliano 233 e dotato di 477 posti, è un'ulteriore pregevole testimonianza della Belle Epoque catanese;
- Teatro Verga, sito in via Giuseppe Fava, sede del Teatro Stabile di Catania per la stagione di prosa;
- Teatro ABC: sito in via Pietro Mascagni con 840 posti tra platea e tribuna; vengono trasmessi da questo teatro tre programmi di Antenna Sicilia a partire da dicembre 2008: Insieme, il Festival della nuova canzone siciliana e Newspaper games awards;
- Teatro Metropolitan: sito in via Sant'Euplio ed è dotato di circa 1800 posti a sedere tra platea e tribuna.

Altri teatri:
- Piccolo Teatro di Catania: sito in via Ciccaglione con circa 242 posti;
- Teatro Ambasciatori: sito in via Eleonora d'Angiò ed è dotato di circa 748 posti tra platea e tribuna;
- Teatro Angelo Musco: sito in via Umberto anch'esso sede del Teatro Stabile di Catania (fino al 2016);
- Teatro Brancati: sito in via Sabotino, sede del Teatro della Città, dotato di circa 300 posti;
- Teatro Coppola: sito in via Del vecchio Bastione
- Teatro del Canovaccio: sito in via Gulli di appena 50 posti;
- Teatro del Tre: sito al viale Africa, sede dell'omonima accademia di recitazione, diretta da Gaetano Lembo;
- Teatro Don Bosco: sito al Viale Mario Rapisardi con circa 385 posti;
- Teatro Erwin Piscator: sito in via Amendola dotato di circa 220 posti;
- Teatro Fellini: sito in via Enna con 120 posti;
- Teatro Harpago - Gatto Blu: sito in via Vittorio Emanuele II circa 150 posti (effettua solo cabaret);
- Teatro L'Istrione[1]: sito in via Federico De Roberto al civico 11, con 100 posti;
- Teatro Machiavelli: sito in piazza Università al civico 13, al Palazzo San Giuliano, con circa 600 posti;
- Teatro dei Pupi Marionettistica dei F.lli Napoli: sito presso Vecchia Dogana, in via Dusmet.
- Teatro Sala De Curtis: sito in via Duca degli Abruzzi con circa 150 posti (si effettua cabaret);
- Teatro Sipario Blu: sito in via Macallè 3, dotato di 178 posti;
- Teatro Valentino: sito in via San Nicolò al Borgo con circa 180 posti;
- Teatro Zig Zag: sito in via Canfora con circa 40 posti (teatro per bambini);
- Sala Teatro Ridotto: sito a Cibali in via Strano 25 con circa 30 posti, diretto da Mara Di Maura;